# 高升藁本
高升藁本（学名：Ligusticum elatum）是伞形科藁本属的植物。分布在印度、阿富汗、巴基斯坦以及中国大陆的西藏等地，生长于海拔3,600米的地区，多生长在山坡林缘。